# Primož Ulaga
Primož Ulaga (* 20. července 1962 Lublaň, Jugoslávie) je bývalý slovinský skokan na lyžích, který reprezentoval Jugoslávii. Na Zimních olympijských hrách 1988 v Calgary získal stříbrnou medaili v závodě družstev.

## Světový pohár

### Žebříček
| Sezóna  | Celkem           | Šablona:Abbr | Šablona:Abbr |
| ------- | ---------------- | ------------ | ------------ |
| 1979/80 | 32               | 70           | N/A          |
| 1980/81 | 16               | 27           | N/A          |
| 1981/82 | 36               | 34           | N/A          |
| 1982/83 | 18               | 29           | N/A          |
| 1983/84 | 6                | 26           | N/A          |
| 1984/85 | 34               | 42           | N/A          |
| 1985/86 | 6                | 31           | N/A          |
| 1986/87 | 7                | 8            | N/A          |
| 1987/88 | Šablona:Bronze03 | 31           | N/A          |
| 1988/89 | 41               | 33           | N/A          |
| 1989/90 | 12               | 13           | N/A          |
| 1990/91 | 44               | 24           | —            |
| 1991/92 | —                | 53           | —            |

### Vítězství
| Č. | Sezóna  | Datum             | Místo       | Hora                     | Vel. |
| -- | ------- | ----------------- | ----------- | ------------------------ | ---- |
| 1  | 1980/81 | 21. února 1981    | Thunder Bay | Big Thunder K89          | NH   |
| 2  | 1982/83 | 27. března 1983   | Planica     | Bloudkova velikanka K120 | LH   |
| 3  | 1983/84 | 17. prosince 1983 | Lake Placid | MacKenzie Intervale K86  | NH   |
| 4  | 1985/86 | 7. prosince 1985  | Thunder Bay | Big Thunder K89          | NH   |
| 5  | 1985/86 | 8. prosince 1985  | Thunder Bay | Big Thunder K120         | LH   |
| 6  | 1986/87 | 4. ledna 1987     | Innsbruck   | Bergiselschanze K109     | LH   |
| 7  | 1986/87 | 25. ledna 1987    | Sapporo     | Ōkurayama K115           | LH   |
| 8  | 1987/88 | 26. března 1988   | Planica     | Srednja Bloudkova K90    | NH   |
| 9  | 1987/88 | 27. března 1988   | Planica     | Bloudkova velikanka K120 | LH   |